# Rubén Koroch
Rubén Carlos Koroch (San Francisco (Córdoba), 9 de julio de 1934-7 de agosto de 2024) fue un futbolista argentino. Jugó de mediocampista o delantero en Estudiantes de La Plata de la Primera División de Argentina, Sarmiento de Junín, Nueva Chicago y Quilmes.

## Trayectoria
Jugó al Baby Fútbol en la Asociación Deportiva San Martín y de ahí a la Liga Amateur Cordobesa donde fue parte del Sarmiento Fútbol Club. Antes de llegar a Sportivo Belgrano estuvo dos años en Boching Club Atlético Gral. San Martín de Angélica.

### Sportivo Belgrano
En 1952, Koroch llegó al Sportivo Belgrano. Estuvo cuatro años en el club y fueron suficientes para darle los dos primeros títulos en la Liga Cordobesa. En 1954 se coronó campeón del Torneo Preparación “Especial Atilio Antinucci” en donde fue el goleador del equipo. Pero en 1956 se dio algo único, ya que por primera vez el Sportivo Belgrano sería campeón del Torneo Oficial de la Liga Cordobesa. Fue el 28 de octubre de ese año tras vencer al Instituto de Córdoba en la capital provincial por 2-1. Koroch fue el segundo goleador del equipo con 13 tantos, sólo superado por Héctor Montalbetti que hizo 14.

### Estudiantes de La Plata
Tras una gran campaña en el Sportivo Belgrano, Koroch junto a Felipe Bracamonte fueron transferidos a Estudiantes de La Plata. Su transferencia no fue una más.
```
“En aquel momento la transferencia se hizo en $600.000, nos cotizaron en $300.000 a cada uno y fue una de las más caras para jugadores del interior del país”. (dijo Koroch)
```

Rubén Koroch llegó a la institución platense en 1957. Su debut se produjo el 5 de mayo de visitante frente al Boca Juniors. Su primer gol siete días después frente a Tigre. En Estudiantes de La Plata jugó 72 partidos y marcó 30 goles desde 1957 hasta el año 1962. Su último gol en Estudiantes (LP) se lo marcó al Quilmes el 9 de diciembre de 1962 en el empate 1-1, en un encuentro disputado en La Plata y 16 de diciembre disputó su último encuentro con la “roja y blanca” frente al Boca Juniors.

### Sarmiento, Nueva Chicago y Quilmes
Tras alejarse de Estudiantes de La Plata siguió su carrera en la segunda división de fútbol argentino. Su primer equipo fue el Sarmiento de Junín. Aquí disputó 27 partidos y marcó 7 goles en 1963.
Tuvo un gran año en 1964 vistiendo la camiseta de Nueva Chicago de Mataderos. En el “torito” jugó 30 partidos en los cuáles anotó 14 tantos. En ambas instituciones perdió la final por el ascenso.
Pero tuvo revancha en 1965 jugando para Quilmes, ya que ese año lograría el ascenso a primera. Aquí la lesiones lo tuvieron a maltraer y sólo jugó tres partidos.

## Selección nacional
Su gran labor en Estudiantes de La Plata hizo que posaran los ojos de quienes armaban los seleccionados. Y sobre todo pensando que se venía la Copa Mundial de Suecia en 1958.
Fue parte de un combinado de Futbolistas Argentinos Agremiados que disputó un partido frente a Brasil en el cual empataron 0-0.
Koroch expuso que: 

en febrero de 1958 me citaron nuevamente a la Selección con la que jugamos en Córdoba, Mendoza, Buenos Aires pero después me desafectaron y quedé entre la lista de los suplentes por si se lesionaba algún jugador. Dio la casualidad que uno sufrió una lesión en Suecia y parecía que me iban a llevar a mí pero lo eligieron a Ángel Labruna”.

## Clubes
| Club                    | País      | Año       |
| ----------------------- | --------- | --------- |
| Estudiantes de La Plata | Argentina | 1957-1962 |
| Sarmiento de Junín      | Argentina | 1963      |
| Nueva Chicago           | Argentina | 1964      |
| Quilmes                 | Argentina | 1965      |